# ۴۸۶ (پیش از میلاد)
۴۸۶ (پیش از میلاد) ۴۸۶مین سال قبل از تقویم میلادی است.

## رویدادها
- در مصر به محض کشته شدن داریوش اول مردم سر به شورش بر می‌دارند. شورش احتمالا به رهبری لیبی از دلتای غربی می‌باشد.

## درگذشتگان
- گوتاما بودا
- داریوش اول